# کالین میلر (بازیگر)
کالین میلر (انگلیسی: Colleen Miller؛ زادهٔ ۱۰ نوامبر ۱۹۳۲) بازیگر اهل ایالات متحده آمریکا است. وی بین سال‌های ۱۹۵۲ تا ۱۹۷۲ میلادی فعالیت می‌کرد.
از فیلم‌ها یا برنامه‌های تلویزیونی که وی در آن نقش داشته‌است می‌توان به داستان لاس وگاس، مردی در سایه، و شب گرم تابستان اشاره کرد.